# اوپاکا
اوپاکا شهری در استان ترگوویشته کشور بلغارستان است که جمعیت آن در سال ۲۰۰۱ میلادی ۳٬۲۲۴ نفر بوده‌است.